# Kościół Przenajświętszej Trójcy w Przystajni
Kościół Przenajświętszej Trójcy – rzymskokatolicki kościół parafialny należący do parafii pod tym samym wezwaniem (dekanat Truskolasy archidiecezji częstochowskiej).

## Historia
Obecna murowana świątynia została wzniesiona z fundacji Róży Zabickiej – ówczesnej właścicielki tutejszych dóbr. Ukończona została dopiero w 1797 roku przez kolejnego właściciela wsi – Antoniego Paciorkowskiego herbu Gryf. Dzięki staraniom księdza proboszcza Adama Żora w latach 20. XX wieku kościół został gruntownie odrestaurowany, po której nastąpiła jego konsekracja. Odbyła się w dniu 29 czerwca 1923 roku i przewodniczył jej biskup sufragan wrocławski ksiądz Władysław Krynicki. Świątynia została ponownie poddana pracom remontowym w latach 1951–1953. W 1958 roku, podczas urzędowania księdza Józefa Zawadzkiego został odrestaurowany ołtarz główny, natomiast podczas kadencji księdza Stanisława Milewskiego zostały odnowione ołtarze boczne, zostały ufundowane nowe ławki i konfesjonały oraz droga krzyżowa. Dzięki staraniom księdza Jana Bałysa została położona posadzka granitowa, prezbiterium zostało wyłożone marmurem, zostały również wprawione do okien witraże. Podczas urzędowania księdza Eugeniusza Lubiszewskiego i dzięki ofiarności parafian została położona w całej świątyni dębowa boazeria, zostało pomalowane jej wnętrze i został założony napęd mechaniczno-elektryczny dzwonów.

## Architektura i wnętrze
Budowla jest jednonawowa, ze zwężonym prezbiterium od strony wschodniej i oddzielonym od nawy głównej wygiętą faliście belką tęczową, wzniesioną w stylu rokokowym z rzeźbami Ukrzyżowanego, Matką Boską Bolesną i św. Janem Ewangelistą. Wnętrze kościoła jest podzielone toskańskimi pilastrami, na których jest oparte sklepienie krzyżowo-kolebkowe.
Wystrój budowli jest bardzo bogate i reprezentuje styl późnobarokowy. Wnętrze kościoła zostało bardzo dokładnie opracowane i wykonane z wielką precyzją, wykańczanie świątyni trwało bowiem prawie pięćdziesiąt lat.
W centralnym miejscu pięknego barokowego wnętrza znajduje się bogato złocony ołtarz główny, Który jest ozdobiony obrazem Trójcy Świętej i postaciami czterech Ewangelistów. Świątynia posiada również dwa boczne ołtarze z obrazami olejnymi przedstawiającymi św. Walentego, św. Rocha i Matkę Boską Częstochowską. Interesująca jest również ambona, ozdobiona drewnianymi figurami Ewangelistów. Jest ona jednym z najstarszych elementów wyposażenia budowli, ponieważ pochodzi z pierwotnego drewnianego kościoła. Ciekawym zabytkiem jest także żeliwna chrzcielnica odlana w 1882 roku w hucie w Kuźnicy Starej.